# Флорентійський університет
Флорентійський університет (італ. Università degli Studi di Firenze, UNIFI) — один з найбільших і найстаріших університетів Італії. У ньому навчається близько 60 тисяч студентів. У 2010 році університет посів 328 місце у світі серед усіх університетів по рейтингу Top Universities, складеним Times Higher Education.

## Історія
Флорентійський studium generale («загальна школа») виник в 1321 році, проте в кінці XV і початку XVI ст. не раз переводився з Флоренції в Пізу. У 1859 році був реорганізований в Інститут практичних занять та підвищення кваліфікації, проіснувавши під цією назвою до 1923 року.

## Структура
В університеті утворено 12 факультетів:
- сільськогосподарський
- архітектурний
- мистецтв
- економічний
- юридичний
- інженерний
- фармакологічний
- психології
- медичний
- педагогічний
- математичних, фізичних та природничих наук
- політології

## Знамениті викладачі та випускники
- Джованні Сарторі — італійський і американський філософ, політолог і соціолог.
- Джованні Спадоліні — італійський журналіст, історик, політик і державний діяч.
- Алессандро Пертіні — італійський політик-соціаліст, президент Італії з 1978 по 1985 рік.
- Енріко Фермі — видатний італійський фізик, лауреат Нобелівської премії з фізики (1938).